# Joachim Staritz

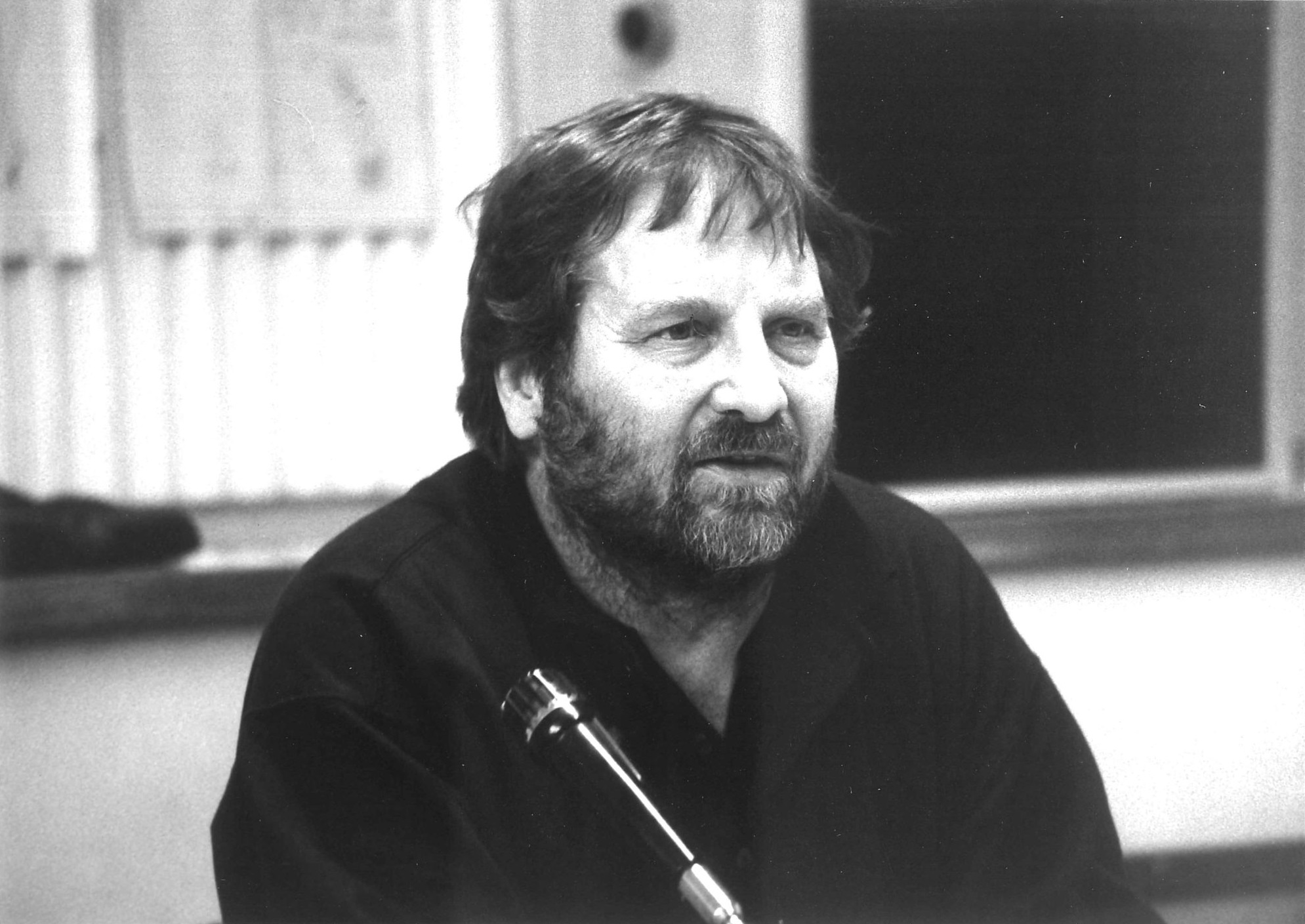
Joachim Staritz bei einer Hörspielproduktion Anfang der 1990er-Jahre, Foto von Werner Bethsold

Joachim Staritz (* 12. November 1932 in Berlin; † 17. Mai 2001 in München) war ein deutscher Hörspielregisseur.

## Leben
Joachim Staritz stammte aus einer Berliner Schauspielerfamilie und war der ältere Bruder von Dietrich Staritz. Nach dem Abitur 1953 an einer Ost-Berliner Oberschule begann er ein Studium der Theaterwissenschaften an der Humboldt-Universität. Im Jahr 1955 wurde er aus der SED ausgeschlossen und es erfolgte eine Relegation. Einer angebotenen „Bewährung in der Produktion“ entzog er sich und setzte sein Studium in Hannover und Paris, später an der Freien Universität Berlin fort. Im März 1958 wurde Staritz in Ost-Berlin verhaftet und wegen angeblichen Staatsverrats zu acht Jahren Zuchthaus verurteilt. Seine vorzeitige Haftentlassung im Jahr 1962 erfolgte unter der Regie des Staatssicherheitsdienstes, dem er sich im Zuchthaus Brandenburg verpflichtet hatte (Deckname „Robert“). Nach der Entlassung führte er seit Mitte der 60er Jahre Hörspielregie beim Rundfunk der DDR. 1977 erhielt er seinen ersten Regie-Preis der Hörspielkritikerjury der DDR.
Seit Anfang der 80er Jahre war er für zahlreiche Regiearbeiten für ARD-Hörspielabteilungen und in der Schweiz und war auch dort bis zur Wende für die Stasi aktiv. 1997 erhielt er für die Inszenierung des Stücks Compagnons und Concurrenten von Ingomar von Kieseritzky den renommierten Hörspielpreis der Kriegsblinden. Für den MDR inszenierte er u. a. Thomas Braschs Mercedes, Dylan Thomas’ Margate, Karl Mickels Irrgangs Beichte, Jens Sparschuhs Der große Coup und Isaak Babels Die Reiterarmee. Letztere Regiearbeit und Bearbeitung durch Staritz wurde 2003 als Bestes Hörbuch mit dem Deutschen Hörbuchpreis geehrt.
Joachim Staritz  hat sich mit eigenen Rundfunkumsetzungen von Werken Bertolt Brechts, Volker Brauns aber auch jüngerer Autoren wie Oliver Bukowski und Holger Böhme verdient gemacht.

## Hörspiel-Inszenierungen
Rundfunk der DDR
- 1966: Manfred Streubel: Nico im Eis – (Kinderhörspiel)
- 1967: Die Umfrage der Frau Mitschuleit von Jutta Bartus
- 1967: Hans Siebe: Spuren im Sand (Kriminalhörspiel)
- 1968: Untersuchung eines Lokalereignisses von Claude Prin
- 1969: Kellergespräche von Wilfried Schilling
- 1970: Werner Gawande: Die Kündigung (Hörspiel)
- 1971: Meine weißen Berge von Lia Pirskawetz nach W. Koslow
- 1972: Eine schlimme Sache und Der Fehltritt von Joachim Staritz nach Anton Pawlowitsch Tschechow
- 1973: Von morgens bis mitternachts von Georg Kaiser
- 1973: Linda Teßmer: Am schwarzen Mann
- 1974: Zweite Aufforderung von Klaus Poche; Die merkwürdige Verwandlung der Jenny K. von Hans-Jürgen Bloch
- 1974: Hans-Jürgen Bloch: Hundert Mark für eine Unterschrift (Hörspielreihe: Tatbestand, Nr. 4)
- 1974: Hans-Jürgen Bloch: Nicht nur tausendjährige Eichen
- 1975: Die Ausgezeichneten von Regina Weicker
- 1975: Gerhard Rentzsch: Der Nachlaß
- 1976: Roald Dahl: Der Mantel (Kriminalhörspiel)
- 1976: Heinrich von Kleist: Prinz Friedrich von Homburg
- 1976: Helmut Bez: Zwiesprache halten
- 1976: Ich will nicht leise sterben von Martin Stephan
- 1976: Antonio Skármeta: Die Suche – (Hörspiel)
- 1977: Roald Dahl: Die Freude des Pfarrers – (Kriminalhörspiel)
- 1977: Nerz und Masche von Roald Dahl; Ich war 'ne Wildgans, Sir nach Lord Dunsany
- 1977: Peter Goslicki/Peter Troche: Glassplitter
- 1977: Juri Trifonow: Der Tausch
- 1978: Karel Čapek: Taschenspiele
- 1978: Isaak Babel: Maria
- 1978: Brigitte Hähnel: Kassensturz
- 1978: Die Tage der Kommune von Bertolt Brecht; Der Tausch von Juri Trifonow; Horacker oder Das liebliche Abderra von Wilhelm Raabe
- 1978: Phineas Taylor Barnum: Alles Humbug
- 1979: Bockshorn von Christoph Meckel; Der Fahrer und die Köchin von Albert Wendt
- 1979: Wibke Martin: Die Bürgen
- 1980: Das klare Wort der Schrift von Ernst-Frieder Kratochwil, nicht gesendet; Im Lerchengrund von Peter Goslicki
- 1980: Georg Büchner: Dantons Tod
- 1980: Elisabeth Panknin: Prinz Rosenrot und Prinzessin Lilienweiß oder die bezauberte Lilie (Kinderhörspiel)
- 1981: Alte Frau am Tisch von Lothar Gitzel
- 1985: Darf ich wieder zu Napoleon? Nachmittagsplaudereien auf Sankt Helena von Gerhard Rentzsch
- 1986: Dubrowski vom Alexander Puschkin
- 1986: Georg Büchner: Woyzeck
- 1987: Fabian oder Der Gang vor die Hunde von Erich Kästner; Veltliner und Betrogen von Michael Köhlmeier
- 1988: Bumsvallera von Andreas Anden;
- 1988: Krankensaal Nr. 6 von Andrea Czesienski nach Tschechow; Berliner November von Holger Teschke
- 1989: Santerre von Peter Brasch[6]
- 1990: Das kleine Fest zur letzten Sitzung von Bert Koß, Funkhaus Berlin
- 1991: Klappe zu von Norbert Marohn, Sachsen Radio; Der war das ganz allein von Gerhard Pötzsch, Sachsen Radio/HR

ARD und DeutschlandRadio
- 1992: Seelsorge am Gletscher nach Halldór Laxness, MDR; Mercedes von Thomas Brasch, MDR
- 1993: Die heilige Familie im Personalbüro von Gerhard Zwerenz, ORB; Mann im Zug, Mann im Haus, Mann im Strauch von Andreas Knaup, MDR
- 1993: Andreas Berger: Bankraub  (Kriminalhörspiel – MDR)
- 1994: Das Floß der Medusa von Georg Kaiser, MDR; Täuschung von Philip Roth, SDR; Krauses Tod von Holger Böhme
- 1995: Wiesau ist das Tor zur Welt von Irmgard Maenner, SDR; Unta de Dächa von Ingo Schramm, ORB; Totentrompeten von Einar Schleef, MDR; Monis Männer von Oliver Bukowski, DLR; Schlachthaus von Andreas Knaup, DLR/SDR
- 1996: Compagnons und Concurrenten oder Die wahren Künste von Ingomar von Kieseritzky, SDR/DLR; Herr der Fliegen von William Golding, MDR; Margate von Dylan Thomas, MDR
- 1996: Holger Böhme: Stillleben mit Dorf und Leichen (Hörspiel – ORB/RB)
- 1997: Bahlkes letzte Liebe von Oliver Bukowski, DLR; Irrgangs Beichte von Karl Mickel, MDR; Still Mutter von Holger Böhme, MDR
- 1998: Das Badener Lehrstück vom Einverständnis von Bertolt Brecht, SFB-ORB/MDR; Der grosse Coup von Jens Sparschuh, MDR;
- 1998: Pierre Bourgeade: Der Pass (Hörspiel – MDR)
- 1998: Volker Braun: Der Staub von Brandenburg (Hörspiel – DLF/SFB)
- 1999: Isaak Babel: Die Reiterarmee (Auch mehrere Sprechrollen) (Hörspiel (3 Teile) – MDR/DLR)
- 2000: Düsterfisch von Joachim John, SFB-ORB; Night Train von Martin Amis MDR/SWR
- 2001: Spenderherz von Torsten Enders, MDR; Sonnenwende.Toter Hund von Holger Böhme, SFB-ORB/NDR

## Fernseh-Inszenierungen
- 1970: Pferdediebe von Arkansas, nach Friedrich Gerstäcker, Fernsehversion der Inszenierung Naturbühne Steinbach-Langenbach / Theater Meiningen
- 1974: Der Fehltritt, nach Tschechow, Fernsehtheater Moritzburg, Studio Halle

## Preise
- 1977 Regiepreis der Kritikerjury für seine Inszenierung An einem verregneten Morgen von Hans D. Brandt, Rundfunk der DDR
- 1997 Hörspielpreis der Kriegsblinden für seine Inszenierung Compagnons und Concurrenten oder Die wahren Künste von Ingomar von Kieseritzky, SDR/DLR
- 2001 Deutscher Hörbuchpreis „Bestes Hörbuch“ für seine Inszenierung Die Reiterarmee von Isaak Babel, MDR/DLR